# Срђа Прица
Срђан Срђа Прица (Високо, 19. новембар 1905 — Београд, 13. април 1984) био је југословенски правник и новинар, друштвено-политички радник и дипломата. 

## Биографија
Рођен је 19. новембра 1905. године у Високом. Основну школу је завршио у родном месту, гимназију у Сарајеву, а Правни факултет у Загребу. 
За време студија, приступио је студентском револуционарном покрету. У чланство Савеза комунистичке омладине Југославије (СКОЈ) примљен је 1925, а у чланство Комунистичке партије Југославије (КПЈ) 1926. године. Током студија је био руководилац Клуба студената марксиста на Загребачком свеучилишту, а од 1928. године се бавио новинарством и сарађивао је у више илегалних и легалних листова Комунистичке партије. Крајем 1933. године је од руководства КПЈ именован за повереника Централног комитета КПЈ за Хрватску и Босну и Херцеговину. Био је организатор одржавања Покрајинске конференције КПЈ за Хрватску и Славонију, септембра 1934. године. На Четвртој земаљској конференцији КПЈ, одржаној крајем децембра 1934. године постао је кандидат за члана Централног комитета. У лето 1935. године именован је за члана Земаљског бироа ЦК КПЈ, чије је средиште било у Загребу.
У периоду од 1926. до 1934. године био је пет пута хапшен и два пута извођен пред Државни суд за заштиту државе, а укупно је у овом периоду у затвору провео две и по године. Године 1935. после једне полицијске провале у партијску организацију У Загребу, да би избегао евентуално хапшење, одлучио се да побегне из земље. Отишао је најпре у Беч, где се припремао да отпутује у Москву, али је јуна 1936. године био ухапшен и у истражном затвору је провео скоро годину дана. Потом је био протеран у Чехословачку, где је боравио у Прагу и тамо био руководилац партијског пункта КПЈ. После хапшења Милана Горкића, почетком 1937. године, овај пункт је укинут, а Срђан је прешао у Париз.
По доласку у Париз, радио је у тамошњем пункту ЦК КПЈ. Крајем 1937. године Јосип Броз Тито, тада новопостављени секретар ЦК КПЈ, га је упутио у Сједињене Америчке Државе са циљем да тамо политички ради међу југословенским исељеницима. Током боравка у Америци уређивао је лист „Слободна реч“, који је био намењен југословенским исељеницима. Такође је и одржавао контакте са тамошњом Комунистичком партијом, при којој је формирао југословенску секцију. Ова секција је била међу најјачима при КП САД, али се касније распала због сукоба српског и словеначког бироа, са једне стране и хрватског са друге. Услед тог сукоба, 1939. године, КП САД га је разрешила функције и прекинула све контакте са њим.
Тада је отишао у Њујорк, где је најпре радио у ресторану, а потом у неколико фабрика. Све ово време сарађивао је са неколико новина и објављивао чланке. После окупације Краљевине Југославије и почетка Народноослободилачке борбе, коју је предводила КПЈ, радио је на промовисању Народноослободилачког покрета (НОП). Почетком новембра 1941. године, заједно са грађанским политичарима, који су били у емиграцији - др Иваном Шубашићем, Бранком Чубриловићем и Милошем Трифуновићем, одржао је у Њујорку антифашистичку трибину која је била посвећена „општенародном устанку у Југославији“. Управо тих дана је сазнао да су му усташе још у јулу стрељале старијег брата Огњена, који је после рата проглашен за народног хероја. 
Поновне контакте са КП САД успоставио је 1942. године када је учествовао у формирању Одбора за помоћ Југославији. Током читавог рата одржавао је контакте са грађанским политичарима, који су били у емиграцији — Милошем Трифуновићем, Бранком Чубриловићем, Богољубом Јевтићем, и Савом Косановићем. После ослобођења Југославије, одлучио је да се врати у земљу. Октобра 1945. године повезао се са Владимиром Дедијером и Станетом Крашовцем, који су били чланови југословенске делегације на Оснивачкој скупштини Организације уједињених нација. Преко њих је послао писмо ЦК КПЈ и у њему изразио жељу да се врати у земљу. 
По повратку у Југославију 1946. године, најпре се бавио новинарством и био је уредник синдикалног листа „Рад“. Почетком 1947. године, на предлог Едварда Кардеља, тадашњег министра иностраних послова, прешао у је дипломатију. Најпре је био један од четири начелника сектора у Министарству иностраних послова, а потом од 1950. до 1955. године амбасадор ФНРЈ у Француској. После повратка у земљу, наставио је да ради у Савезном секретаријату за иностране послове, као подсекретар и заменик савезног секретара за иностране послове Коче Поповића. Касније је био амбасадор СФРЈ у Уједињеном Краљевству и у Италији. 
За члана Централног комитета Савеза комуниста Југославије (ЦК СКЈ) биран је на Седмом, 1958. и Осмом конгресу, 1964. године. Био је и члан Савезног одбора Социјалистичког савеза радног народа Југославије (ССРНЈ). 
Објавио је књигу сећања на свој боравак у Америци под називом „Америка 1937—1945“. 
Умро је 18. априла 1984. године у Београду. Првобитно је био сахрањен у Алеји заслужних грађана на Новом гробљу, али су касније по жељи чланова породице, његови посмртни остаци пребачени у засебну гробницу.
Носилац је многих југословенских одликовања, међу којима су — Орден народног ослобођења, Орден заслуга за народ са златном звездом и Орден братства и јединства за златним венцем.